# Harry Kalaba

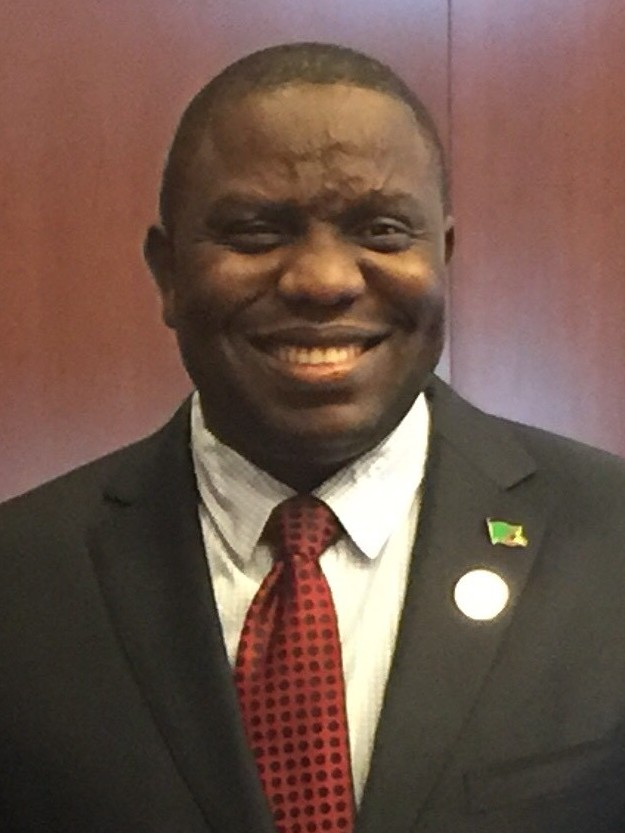
Harry Kalaba (2017)

Harry Kalaba (* 12. Juni 1976) ist ein sambischer Politiker der Patriotic Front (PF).

## Leben
Kalaba absolvierte ein Studium der Philosophie sowie im Fach öffentliche Verwaltung und war als Verwaltungsbeamter tätig. Er wurde bei den Wahlen 2011 als Kandidat der Patriotic Front (PF) zum Mitglied der Nationalversammlung Sambias gewählt sowie bei den Wahlen am 11. August 2016 wiedergewählt und vertritt in dieser den Wahlkreis Bahati.
Im September 2013 wurde er von Präsident Michael Sata als Minister für Ländereien, natürliche Ressourcen und Umweltschutz in dessen Kabinett berufen. Im Zuge einer Regierungsumbildung übernahm er am 13. März 2014 von Wilbur Simuusa das Amt des Außenministers. Nach dem Tode Satas am 28. Oktober 2014 behielt er das Amt des Außenministers auch im Kabinett dessen kommissarischen Nachfolgers Guy Scott sowie im Kabinett von Edgar Lungu, der am 25. Januar 2015 das Amt des Präsidenten übernahm. In dieser Funktion verblieb er auch nach der Kabinettsumbildung von 14. September 2016. 2018 trat er zurück und wurde durch Joe Malanji abgelöst.